# Schwärzelsberg-Langeberg-Grasburg
Das Naturschutzgebiet  Schwärzelsberg-Langeberg-Grasburg  liegt auf dem Gebiet der Gemeinden Hohenroda und Schenklengsfeld im Landkreis Hersfeld-Rotenburg in Osthessen.
Das etwa 245,12 ha große Gebiet, das im Jahr 1995 unter der Kennung 1632027 unter Naturschutz gestellt wurde, erstreckt sich nordwestlich des Hohenrodaer Ortsteils Mansbach. Nördlich des Gebietes verläuft die Landesstraße L 3172 und östlich die L 3173. Östlich verläuft auch die Landesgrenze zu Thüringen.